# Musicarello
Il musicarello è il nome, nato originariamente negli ambienti romani, di un sottogenere cinematografico italiano che ha due caratteristiche fondamentali: la prima consiste nel mettere in scena un cantante di fama e il suo nuovo album discografico; la seconda è il riferimento costante alla moda e alla gioventù, anche in versione vagamente polemica nei confronti del noioso e ingessato mondo degli adulti. Sono spesso presenti la vita da spiaggia e tenere caste storie d'amore, accompagnate dalla voglia di divertirsi e ballare senza pensieri. Nelle trame vengono affrontati in modo abbastanza convenzionale contrasti generazionali. Il musicarello può essere definito l'antesignano del videoclip musicale, un modo per portare al cinema gli adolescenti attirati non tanto dalla trama quanto dalle esibizioni dei cantanti. I film nascono infatti da accordi tra case discografiche e cinematografiche.

## Caratteristiche
Il filone iniziò negli anni cinquanta ed ebbe il suo apice di produzione negli anni sessanta; la connotazione popolare è chiara fin dagli inizi, quando è dedicato al pubblico di musica melodica che abbraccia, quindi, uno spettro indiscriminato di gusti ed età; le differenze emergono invece alla metà degli anni sessanta, quando il musicarello svolta verso cliché di spensieratezza, presenta cantanti che si rifanno al rock and roll e al beat e si rivolge, dunque, ad un pubblico di giovanissimi, anche se non manca di riflettere la voglia ed il bisogno di emancipazione dei giovani italiani evidenziando qualche screzio generazionale.
In questo senso il confronto è tra i cantanti tradizionali, i cosiddetti melodici (ad esempio Claudio Villa), e gli urlatori, nome che tra gli anni cinquanta e sessanta, periodo del boom economico, viene affibbiato, con connotazioni negative, alla schiera di giovani cantanti emergenti, Adriano Celentano e Mina in testa; infatti il nome verrà presto lasciato in favore di aggettivazioni anglofile (ad esempio rocker). I film che iniziano il sottogenere schiettamente giovanilistico sono I ragazzi del juke-box del 1959 e Urlatori alla sbarra (1960) entrambi diretti da Lucio Fulci.
Secondo il critico cinematografico Steve Della Casa, il nome "musicarello", già in uso all'epoca, farebbe il verso al più celebre Carosello, sottolineandone così l'aspetto pubblicitario senza dimenticare la presenza costante degli stessi protagonisti nelle pubblicità.
Alla base del musicarello c'è una canzone di successo (o destinata, nelle speranze dei produttori, ad averlo) che talvolta dà il titolo al film stesso. Lisa dagli occhi blu, ad esempio, racconta nel film la stessa vicenda presente nel testo della canzone di Mario Tessuto, noto cantante di allora; il genere non si avvale quindi dell'effetto sorpresa. Il principale riferimento nobile è il musical; il modello estero contemporaneo è dato dai film con Elvis Presley con pellicole dal titolo: Il delinquente del rock and roll (Jailhouse Rock) del 1957 di Richard Thorpe o il precedente Fratelli rivali (Love Me Tender, 1956) di Robert D. Webb. Uno dei film pionieri del musicarello fu la versione per il mercato italiano del film musicale statunitense Go, Johnny Go! (1959) di Paul Landres con Jimmy Clanton, Chuck Berry, Ritchie Valens ed Eddie Cochran: uscito in Italia come Dai, Johnny dai! nel film venne inserite ex novo alcune sequenze con Adriano Celentano che introduce e conclude la storia suonando alcune sue canzoni.
Il declino del musicarello melodico fu evidente già a metà del decennio, per poi riprendere consistentemente la produzione tra il 1967 e il 1970, eccezion fatta per Gianni Morandi, complice la sua partenza per la leva che fu vissuta come un evento dal suo pubblico, il quale nel 1965 recita e canta in ben quattro film (un quinto lo girò nel 1966) e per i film (tecnicamente definibili lungometraggi) del regista-produttore Tullio Piacentini (Viale della canzone, 008 operazione ritmo e Questi pazzi, pazzi italiani) che rappresentano ognuno una raccolta di circa trenta cantanti tra i più popolari in Italia e che riempiono le sale cinematografiche. Anche nei decenni successivi si ripresentano, qua e là, film (in qualche caso recentissimi) basati su canzoni italiane (Laura non c'è, cantata dall'italiano Nek, o Jolly Blu vecchio successo degli esordi degli 883) ispirati ugualmente da fini di marketing, cioè di sostegno cinematografico alla canzone ed all'artista. Nel 1966 spopola anche Caterina Caselli con Nessuno mi può giudicare, come nel 1967 con Io non protesto, io amo.

## Protagonisti
Sotto la definizione di musicarello melodico si raccolgono film che vedono protagonisti i cantanti dell'immediato secondo dopoguerra, tra i quali spiccano Claudio Villa e Luciano Tajoli, bandiere delle rispettive tradizioni in fatto di canzonetta popolare: la canzone melodica partenopea e lo stornello romano; le esili storie narrate sono costruite attorno alle varie esibizioni che ne fanno inevitabilmente da contrappunto. Questa prima forma di film con musiche a basso costo viene soppiantata, come già visto, dal filone giovanilistico.
Del musicarello degli anni sessanta sono da segnalare alcuni nomi notevoli di cantanti che vi appaiono, spesso in qualità di attori protagonisti: Gianni Morandi, Little Tony, Al Bano, Rita Pavone, Mal, Tony Renis, Mina, Caterina Caselli, Adriano Celentano, Bobby Solo, Mario Tessuto, Orietta Berti. È del 1970 l'ultima produzione numericamente rilevante, il cui titolo più noto è oggi Lady Barbara.
Negli anni ottanta il fenomeno di Nino D'Angelo è principalmente regionale, anche se si è diffuso rapidamente in tutta Italia grazie alle televisioni commerciali, che ne proponevano i film e le canzoni. La lista sottostante dedicata al neomusicarello melodico non è volutamente completa rispetto a tutte le pellicole dell'attore-cantante poiché pochi tra i suoi film si possono definire musicarelli in senso stretto.
Spesso le storie sentimentali di cui è protagonista D'Angelo appartengono al genere teatrale popolare della sceneggiata napoletana di cui è nume naturale Mario Merola. Ma questa non è una novità: è infatti interessante notare che l'apparentamento della sceneggiata col cinema ha origini che risalgono all'epoca del cinema muto partenopeo; Napoli vantava una "scuola" cinematografica che produceva film di stampo "veristico" attiva già a partire dagli anni dieci del Novecento.
A parte questo fenomeno individuale, dagli anni settanta a tutt'oggi il declino del musicarello è totale tranne qualche episodio minore; operazioni di riappropriazione pop di questo sottogenere cinematografico sono state attuate alla fine degli anni novanta da film quali Tano da morire (1997), Sud Side Stori e Aitanic (entrambi del 2000), quest'ultimo è frutto di un'autocitazione di Nino D'Angelo.

## Filmografia

### Musicarello melodico - stornelli romani e melodici napoletani
- Canzoni per le strade (1950) di Mario Landi - con Luciano Tajoli, Antonella Lualdi, Ernesto Calindri, Carlo Ninchi
- Il microfono è vostro (1951) di Roberto Bennati - con Gisella Sofio, Enrico Luzi, Aroldo Tieri, Quartetto Cetra
- Canzone di primavera (1951) di Mario Costa - con Leonardo Cortese, Delia Scala, Claudio Villa, Aroldo Tieri
- Don Lorenzo (1952) di Carlo Ludovico Bragaglia - con Luciano Tajoli, Andrea Checchi, Franco Interlenghi, Rossana Podestà, Dante Maggio
- La favorita (1952) di Cesare Barlacchi - con Gino Sinimberghi, Sofia Lazzaro, Paolo Silveri, Franca Tamantini
- Canzoni di mezzo secolo (1952) di Domenico Paolella - con Cosetta Greco, Marco Vicario, Carlo Dapporto, Silvana Pampanini
- Il romanzo della mia vita (1952) di Lionello De Felice - con Luciano Tajoli, Antonella Lualdi, Giulietta Masina
- Canzoni, canzoni, canzoni (1953) di Domenico Paolella - con Alberto Sordi, Silvana Pampanini, Antonella Lualdi, Franco Interlenghi
- Tarantella napoletana (1953) di Camillo Mastrocinque - con Clara Bindi, Clara Crispo, Dino Curcio, Renato Di Napoli
- Il vento m'ha cantato una canzone (1953) di Camillo Mastrocinque - con Laura Solari, Alberto Sordi, Virgilio Riento, Pietro Bigerna
- Carosello napoletano (1954) di Ettore Giannini - con Paolo Stoppa, Sophia Loren, Giacomo Rondinella, Clelia Matania
- Carovana di canzoni (1954) di Sergio Corbucci - con Achille Togliani, Memmo Carotenuto, Galeazzo Benti, Dante Maggio
- Canzone d'amore (1954) di Giorgio Simonelli - con Claudio Villa, Maria Fiore, Bruna Corrà, Walter Santesso
- Cento serenate (1954) di Anton Giulio Majano - con Maria Fiore, Giacomo Rondinella, Gérard Landry
- Lacrime d'amore (1954) di Pino Mercanti - con Achille Togliani, Catina Ranieri, Otello Toso, Umberto Spadaro
- Napoli piange e ride (1954) di Flavio Calzavara - con Luciano Tajoli, Jula De Palma, Vincenzo Musolino
- Canzoni di tutta Italia (1955) di Domenico Paolella - con Rossana Podestà, Marco Vicario, Anna Maria Ferrero, Silvana Pampanini
- Quando tramonta il sole (1956) di Guido Brignone - con Carlo Giuffrè, Maria Fiore, Abbe Lane, Giacomo Rondinella, Alberto Rabagliati
- Cantando sotto le stelle (1956) di Marino Girolami - con Johnny Dorelli, Nilla Pizzi, Luciano Tajoli, Rino Salviati, Memmo Carotenuto
- Canzone proibita (1956) di Flavio Calzavara - con Claudio Villa, Fiorella Mari, Franco Silva, Dante Maggio
- Il cantante misterioso (1956) di Marino Girolami - con Luciano Tajoli, Marcella Mariani, Carlo Campanini, Ennio Girolami
- Il canto dell'emigrante (1956) di Andrea Forzano - con Luciano Tajoli, Marina Berti, Maria Pia Casilio, Carlo Campanini
- Ascoltami (1957) di Carlo Campogalliani - con Luciano Tajoli, Jannette Vidor, Joachim Fuchsberger
- La canzone più bella (1957) di Ottorino Franco Bertolini - con Carlo D'Angelo, Jula De Palma, Emilio Pericoli, Memmo Carotenuto
- La canzone del destino (1957) di Marino Girolami - con Claudio Villa, Milly Vitale, Marco Guglielmi, Carlo Campanini
- Primo applauso (1957) di Pino Mercanti - con Claudio Villa, Carlo Dapporto, Riccardo Billi, Mario Riva
- Serenate per 16 bionde (1957) di Marino Girolami - con Claudio Villa, Carletto Sposito, Riccardo Billi, Mario Riva, Liliana Feldmann
- Sette canzoni per sette sorelle (1957) di Marino Girolami - con Claudio Villa, Lorella De Luca, Lucio Rivelli, Franco Coop

- Carosello di canzoni (1958) di Luigi Capuano - con Maria Fiore, Wandisa Guida, Raffaele Pisu, Giuseppe Porelli

- Cerasella (1959) di Raffaello Matarrazzo con Claudia Mori, Mario Girotti, Luigi De Filippo, Fausto Cigliano

- Fontana di Trevi (1960) di Carlo Campogalliani - con Claudio Villa, Maria Grazia Buccella, Carlo Croccolo, Mario Carotenuto
- Granada, addio! (1967) di Marino Girolami - con Claudio Villa, Raimondo Vianello, Susanna Martin

### Musicarello
- I ragazzi del juke-box (1959) di Lucio Fulci - con Tony Dallara, Elke Sommer, Betty Curtis, Antonio De Teffe, Fred Buscaglione, Mario Carotenuto, Adriano Celentano, I Campioni, Gianni Meccia, Giacomo Furia, Benny Rutili, Ivette Masson, Giuliano Mancini
- Juke box - Urli d'amore (1959) di Mauro Morassi - Adriano Celentano, Giorgio Gaber, I Giullari, Mina, I Solitari, Colin Hicks and The Cabin Boys
- Destinazione Sanremo (1959) di Domenic Paolella - con Yvonne Monlaur, Gabriele Tinti, Tino Scotti
- Appuntamento a Ischia (1960) di Mario Mattoli - con Domenico Modugno, Maria Letizia Gazzoni, Mina, Antonella Lualdi, Franco e Ciccio, Carlo Croccolo
- Madri pericolose (1960) di Domenico Paolella - con Delia Scala, Mina, Riccardo Garrone, Evi Maltagliati, Ave Ninchi, Dina Perbellini, Nando Bruno, Diana Frank, Giovanna Avena, Mario Ambrosino, Giulio Paradisi, Tullio Altamura, Riccardo Billi, Luisa Rivelli, Gabriele Tinti, Franca Badeschi, Walter Santesso, Edith Peter, I Solitari
- Urlatori alla sbarra (1960) di Lucio Fulci - con Joe Sentieri, Mina, Adriano Celentano, Chet Baker, Elke Sommer, Giacomo Furia, Giuliano Mancini, Turi Pandolfini, Nico Pepe, Mario Carotenuto, I Brutos
- Sanremo - La grande sfida (1960) di Piero Vivarelli - con Mario Carotenuto, Teddy Reno, Adriano Celentano, Domenico Modugno
- I Teddy boys della canzone (1960) di Domenico Paolella - con Teddy Reno, Mina, Mario Carotenuto, Tony Dallara, Ave Ninchi, Paolo Panelli, Delia Scala, Little Tony

- 5 marines per 100 ragazze (1961) di Mario Mattoli - con Ugo Tognazzi, Raimondo Vianello, Franco Franchi, Ciccio Ingrassia, Virna Lisi, Little Tony, Mario Carotenuto, Hélène Chanel, Wicky Ludovisi, Vittorio Congia, Daniela Calvino, Paul Wynter, Raffaella Carrà, Sergio Raimondi, Lilian Neyung, Pietro De Vico, Carla Calò, Bice Valori

- Che femmina!! e... che dollari! (1961) di Giorgio Simonelli - con Dalida e Peppino di Capri

- Pesci d'oro e bikini d'argento (1961) di Carlo Veo - con Peppino di Capri, Nico Fidenco, Guidone, Little Tony,
- Mina... fuori la guardia (1961) di Armando W. Tamburella - con Mina, Arturo Testa, Aroldo Tieri, Vittorio Congia, Carlo Croccolo
- Io bacio... tu baci (1961) di Piero Vivarelli - con Mina, Adriano Celentano, Mario Carotenuto, Umberto Orsini, Carlo Pisacane

- Uno strano tipo (1962) di Lucio Fulci - con Adriano Celentano, Claudia Mori, Donatella Turri, Erminio Macario, Nino Taranto, Luigi Pavese, Carlo Campanini, Giacomo Furia, Gianni Agus, Rosalba Neri, Franco Giacobini, Raffaella De Carolis, Antonella Murgia, Mario Brega, Nunzia Fumo, Don Backy

- Giorno caldo al Paradiso Show (1962) di Enzo Di Gianni - con Peppino di Capri, Nini Rosso, Nunzio Gallo, Little Tony e i suoi Rockers

- Appuntamento in Riviera (1962) di Mario Mattoli - con Tony Renis, Mina, Graziella Granata, Francesco Mulè

- Canzoni di ieri, canzoni di oggi, canzoni di domani (1962) di Domenico Paolella - Ernesto Calindri, Adriano Celentano e altri

- Canzoni a tempo di twist (1962) di Stefano Canzio - con Betty Curtis, Peppino di Capri, Pino Donaggio, Nico Fidenco, Giorgio Gaber
- Canzoni nel mondo (1963) di Vittorio Sala - con Mina, Gilbert Bécaud, Peppino di Capri, Dean Martin, Melina Mercouri, Marpessa Dawn
- Canzoni in... bikini (1963) di Giuseppe Vari - con Jo Fedeli, Enrico Polito, Miranda Martino, Gianni Meccia, Armandino, I Latins, Edoardo Vianello, Ornella Vanoni, Gianni Dei
- Urlo contro melodia nel Cantagiro '63 (1963) di Arturo Gemmiti - con Enrico Maria Salerno, Luciano Tajoli, Little Tony
- Questo pazzo, pazzo mondo della canzone (1964) di Bruno Corbucci, Giovanni Grimaldi - con Sandra Mondaini, Aroldo Tieri, Valeria Fabrizi
- I ragazzi dell'Hully Gully (1964) di Marcello Giannini - con Alicia Brandet, Claudio Privitera, Ave Ninchi, Angela Luce, Carlo Pisacane, Carlo Delle Piane, Carlo Dapporto
- Una lacrima sul viso (1964) di Ettore M. Fizzarotti - con Bobby Solo, Laura Efrikian, Nino Taranto, Lucy D'Albert
- Soldati e caporali (1964) di Mario Amendola - con Tony Renis, Gabriele Antonini, Franco Franchi, Ciccio Ingrassia

- Canzoni, bulli e pupe (1964) di Carlo Infascelli - con Franco e Ciccio, Nini Rosso, le gemelle Kessler, Cocky Mazzetti, Bruno Filippini, Gigliola Cinquetti, Clem Sacco

- Cleopazza - Amare per amare (1964) di Carlo Moscovini - Don Backy, Anna Vettori, Gino Santercole, Lang Jeffries, Moha Thai, I Ribelli del Clan

- In ginocchio da te (1964) di Ettore M. Fizzarotti - con Gianni Morandi, Laura Efrikian, Margaret Lee, Nino Taranto
- Altissima pressione (1965) di Enzo Trapani - con Dino, Gianni Morandi, Lucio Dalla, Peppino Gagliardi, Lando Fiorini
- Non son degno di te (1965) di Ettore M. Fizzarotti - con Gianni Morandi, Laura Efrikian, Nino Taranto, Enrico Viarisio
- Mi vedrai tornare (1965) di Ettore M. Fizzarotti - con Gianni Morandi, Elisabetta Wu, Nino Taranto
- Questi pazzi, pazzi italiani (1965) di Tullio Piacentini - con Fred Bongusto, Le Amiche, Nicola di Bari, Peppino di Capri, Edoardo Vianello, Petula Clark
- Rita, la figlia americana (1965) di Piero Vivarelli - con Totò, Rita Pavone, Fabrizio Capucci, Lina Volonghi, The Rokes
- Viale della canzone (1965) di Tullio Piacentini - con Bobby Solo, Edoardo Vianello, Pino Donaggio, Nico Fidenco, Los Marcellos Ferial
- 008 operazione ritmo (1965) di Tullio Piacentini - con Gianni Morandi, Betty Curtis, Peppino Gagliardi, Jimmy Fontana, Luigi Tenco
- Vacanze sulla neve (1966) di Filippo Walter Ratti - con I Nomadi, Giulia Shell, Valeria Fabrizi.
- Rita la zanzara (1966) di George Brown (Lina Wertmüller) - con Rita Pavone, Giancarlo Giannini, Bice Valori, Turi Ferro
- Nessuno mi può giudicare (1966) di Ettore M. Fizzarotti - con Laura Efrikian, Fabrizio Moroni, Caterina Caselli
- Perdono (1966) di Ettore M. Fizzarotti - con Caterina Caselli, Fabrizio Moroni, Laura Efrikian, Nino Taranto
- Se non avessi più te (1966) di Ettore M. Fizzarotti - con Gianni Morandi, Laura Efrikian, Nino Taranto, Enrico Viarisio, Dolores Palumbo
- Dio, come ti amo! (1966) di Miguel Iglesias - con Gigliola Cinquetti, Mark Damon, Micaela Cendali, Antonio Mayans, Trini Alonso, Antonella Della Porta, Carlo Croccolo, Raimondo Vianello, Nino Taranto
- Te lo leggo negli occhi (1966) di Camillo Mastrocinque - con Dino, Agnes Spaak, Nino Taranto
- Gatto Filippo: Licenza d'incidere (1966) di Daniele D'Anza e Pino Zac - con Gigliola Cinquetti, Peppino Gagliardi, Wilma Goich, Fausto Leali, Georgia Moll, Liana Orfei, Gino Paoli, Iva Zanicchi. Voci dei personaggi animati di Carlo Croccolo
- Per un pugno di canzoni (Europa canta) (1966) di José Luis Merino - con The Honeybeats, I Kings, I Pelati, Equipe 84, Françoise Hardy, Vivi Bach, Tony Cucchiara, Tony Del Monaco, Lucio Dalla, Ornella Vanoni, Los Marcellos Ferial, Adriano Celentano
- La battaglia dei Mods (Uno dei Mods) di Franco Montemurro (1966) - con Ricky Shayne, Enzo Cerusico, Donovan.
- Z2 Operazione Circeo (1966) di Alberto Cavallone - con Orietta Berti, Sergio Endrigo, Rosy, Gianni Morandi, i Giganti, Gene Pitney, Ricky Shayne, Marianne Faithfull
- Mondo pazzo... gente matta! (1966) di Renato Polselli - con i Romans, Aura D'Angelo, Silvana Pampanini, Enzo Cerusico, Franco Latini
- L'immensità (La ragazza del Paip's) (1967) di Oscar De Fina - con Don Backy, Giuny Marchesi, The Motowns, Caterina Caselli, Patty Pravo, Riki Maiocchi,
- Cuore matto... matto da legare (1967) di Mario Amendola - con Little Tony Eleonora Brown, Ferruccio Amendola, Lucio Flauto
- La feldmarescialla - Rita fugge... lui corre... egli scappa (1967) di Steno - con Rita Pavone, Francis Blanche, Mario Girotti, Aroldo Tieri
- Io non protesto, io amo (1967) di Ferdinando Baldi - con Caterina Caselli, Livio Lorenzon, Mario Girotti, Enrico Montesano
- Little Rita nel West (1967) di Ferdinando Baldi - con Rita Pavone, Terence Hill, Teddy Reno, Gordon Mitchell

- Marinai in coperta (1967) di Bruno Corbucci - con Little Tony, Sheyla Rosin, Lucio Flauto, Ferruccio Amendola

- Addio mamma (1967) di Irving Jacobs (Mario Amendola) - con Miranda Martino, Alberto Farnese, Alan Steel, Michele

- Nel sole (1967) di Aldo Grimaldi - con Al Bano, Romina Power, Linda Christian, Carlo Giordana, Nino Taranto, Franco e Ciccio
- Non mi dire mai goodbye (1967) di Gianfranco Baldanello - con Tony Renis, Niki, Nino Terzo, Ignazio Leone, Dada Gallotti
- Non stuzzicate la zanzara (1967) di Lina Wertmüller - con Rita Pavone, Giancarlo Giannini, Giulietta Masina, Romolo Valli
- I ragazzi di Bandiera Gialla (1967) di Mariano Laurenti - con Gianni Pettenati, Gianni Boncompagni, Lucio Dalla, Patty Pravo, Gli Idoli, The Primitives, The Sorrows
- Per amore... per magia... (1967) di Duccio Tessari - con Gianni Morandi, Rosemarie Dexter, Mischa Auer
- Quando dico che ti amo (1967) di Giorgio Bianchi - con Tony Renis, Lola Falana, Alida Chelli, Annarita Spinaci, Enzo Jannacci, Lucio Dalla, Caterina Caselli
- Riderà (Cuore matto) (1967) di Bruno Corbuccii - con Little Tony, Marisa Solinas, Ferruccio Amendola, Oreste Lionello, Anita Sanders
- Totò yè yè (1967) di Daniele D'Anza - con Totò, Mario Castellani, Didi Perego, Gianni Bonagura, Mina, Patty Pravo, Tony Renis, Ricky Shayne
- Tutto Totò (1967) di Daniele D'Anza - con Totò, Gordon Mitchell, Ubaldo Lay, Mario Castellani, Gianni Morandi
- Una ragazza tutta d'oro (1967) di Mariano Laurenti - con Iva Zanicchi, Ricky Shayne, Enrico Simonetti
- Stasera mi butto (1967) di Ettore M. Fizzarotti - con Lola Falana, Giancarlo Giannini, Marisa Sannia, Franco Franchi, Ciccio Ingrassia e Nino Taranto
- Chimera (1968) di Ettore M. Fizzarotti - con Gianni Morandi, Laura Efrikian, Nino Taranto, Katya Moguy
- Donne... botte e bersaglieri (1968) di Ruggero Deodato - con Little Tony, Ferruccio Amendola, Janet Agren, Carlo Pisacane
- Play Boy (1968) di Enzo Battaglia - con Sergio Leonardi, Caterina Caselli, Teresa Gimpera
- L'oro del mondo - I due salumieri (1968) di Aldo Grimaldi - con Al Bano, Romina Power, Ciccio Ingrassia, Franco Franchi, Carlo Giordana, Linda Christian, Nino Taranto
- Peggio per me... meglio per te (1968) di Bruno Corbucci - con Little Tony, Katia Kristina, Gianni Agus, Aldo Puglisi, Maria Pia Conte, Antonella Steni
- La più bella coppia del mondo (1968) di Camillo Mastrocinque - con Walter Chiari, Paola Quattrini, Aldo Giuffrè, Francesco Mulè
- Vacanze sulla Costa Smeralda (1968) di Ruggero Deodato - con Little Tony, Silvia Dionisio, Ferruccio Amendola, Francesco Mulè, Tamara Baroni
- Soldati e capelloni (1968) di Ettore M. Fizzarotti - con Peppino De Filippo, Lia Zoppelli, Gianni Agus, Valeria Fabrizi

- American Secret Service - Cronache di ieri e di oggi (1968) di Enzo Di Gianni - con Jacques Sernas, Franco e Ciccio, Dalida, Peppino di Capri, Daisy Lumini

- Io ti amo (1968) di Antonio Margheriti - con Alberto Lupo, Dalida

- Il professor Matusa e i suoi hippies (1968) di Luigi De Maria - con Riccardo Del Turco, Riki Maiocchi, Gli Scooters, Little Tony

- Il sole è di tutti (1968) di Domenico Paolella - con Dino, Jimmy Fontana, Mauro Lusini, I Girasoli, Le Pecore Nere

- L'amore è come il sole (1969) di Carlo Lombardi - con Gianni Pettenati, Jeanne Valérie, Lydia Alfonsi, Piergiorgio Farina

- Pensando a te (1969) di Aldo Grimaldi - con Al Bano, Romina Power, Nino Taranto, Paolo Villaggio, Francesco Mulè
- Pensiero d'amore (1969) di Mario Amendola - con Mal, Silvia Dionisio, Angela Luce, Pietro De Vico, Pippo Franco
- Zingara (1969) di Mariano Laurenti - con Bobby Solo, Loretta Goggi, Pippo Franco
- Zum Zum Zum - La canzone che mi passa per la testa (1969) di Bruno Corbucci - con Little Tony, Isabella Savona, Peppino De Filippo
- Zum Zum Zum nº 2 (1969) di Bruno Corbucci - con Little Tony, Isabella Savona, Pippo Baudo, Orietta Berti
- Il ragazzo che sorride (1969) di Aldo Grimaldi - con Al Bano, Rocky Roberts, Susanna Martinkova, Riccardo Garrone
- Il suo nome è Donna Rosa (1969) di Ettore M. Fizzarotti - con Al Bano, Romina Power, Dolores Palumbo, Enzo Cannavale
- Lisa dagli occhi blu (1969) di Bruno Corbucci - con Mario Tessuto, Silvia Dionisio, Walter Brugiolo, Ciccio Ingrassia, Franco Franchi, Vittorio Congia, Piero Mazzarella, Mario Carotenuto
- Amore Formula 2 (1970) di Mario Amendola - con Mal, Giacomo Agostini, Lino Banfi, Annabella Incontrera, Tery Hare, Gérard Herter
- Lacrime d'amore (1970) di Mario Amendola - con Mal, Silvia Dionisio, Francesco Mulè, Ferruccio Amendola, Carlo Delle Piane
- W le donne (1970) di Aldo Grimaldi - con Little Tony, Luciano Fineschi, Franco e Ciccio, Pippo Franco, Pippo Baudo
- Lady Barbara  (1970) di Mario Amendola - con Paola Tedesco, Renato dei Profeti, Carlo Delle Piane, Pietro De Vico, Rosita Toros
- Quelli belli... siamo noi (1970) di Giorgio Mariuzzo - con Maurizio Arcieri, Orchidea De Santis, Lino Banfi, Carlo Dapporto, Loredana Bertè, Isabella Biagini
- Mezzanotte d'amore (1970) di Ettore M. Fizzarotti - con Al Bano, Romina Power, Nino Taranto, Bice Valori, Paolo Panelli
- Angeli senza paradiso (1970) di Ettore M. Fizzarotti - con Romina Power, Al Bano, Agostina Belli, Paul Muller, Wolf Fisher
- Terzo canale - Avventura a Montecarlo (1970) di Giulio Paradisi - con i The Trip, Gabriella Giorgelli, Mal, New Trolls, I Ricchi e Poveri
- Ma che musica maestro! (1971) di Mariano Laurenti - con Gianni Nazzaro, Agostina Belli, Franco & Ciccio, Gigi Reder

### Musicarello napoletano
- Sgarro alla camorra (1973) regia di Ettore Maria Fizzarotti - con Mario Merola, Enzo Cannavale, Pietro De Vico, Dolores Palumbo, Giuseppe Anatrelli
- Onore e guapparia (1977) regia di Tiziano Longo - con Pino Mauro
- I figli non si toccano! (1978) regia di Nello Rossati - con Pino Mauro
- L'ultimo guappo (1978) regia di Alfonso Brescia - con Mario Merola, Olimpia Di Maio, Nunzio Gallo
- Napoli... serenata calibro 9 (1978) regia di Alfonso Brescia - con Mario Merola
- Il mammasantissima (1979) regia di Alfonso Brescia - con Mario Merola
- I contrabbandieri di Santa Lucia (1979) regia di Alfonso Brescia - con Mario Merola
- I guappi non si toccano (1979) regia di Mario Bianchi - con Pino Mauro
- Attenti a quei due napoletani (1980) regia di Mario Gariazzo - con Pino Mauro
- La pagella (1980) di Ninì Grassia - con Mario Trevi, Marc Porel, Marisa Laurito, Marzio Honorato
- Zappatore (1980) regia di Alfonso Brescia - con Mario Merola
- Carcerato (1981) regia di Alfonso Brescia - con Mario Merola, Regina Bianchi
- I figli... so' pezzi 'e core (1981) regia di Alfonso Brescia - con Mario Merola, Anna Maria Ackermann
- Lacrime napulitane (1981) regia di Ciro Ippolito - con Mario Merola, Angela Luce, Pupella Maggio
- Tradimento (1982) regia di Alfonso Brescia - con Mario Merola, Nino D'Angelo
- Giuramento (1982) regia di Alfonso Brescia - con Mario Merola, Nino D'Angelo
- Pe' sempe (1982) di Gianni Crea - con Mauro Caputo. Françoise Perrot, Antonella Lualdi, Lucia Cassini, Maria Di Maio, Franco Citti
- Pronto… Lucia (1982) di Ciro Ippolito - con Carmelo Zappulla, Annie Belle, Clelia Rondinella, Jeff Blynn, Marisa Laurito, Benito Artesi
- Pover'ammore (1982) di Vincenzo Salviani, Fernando Di Leo (n.c.) - con Carmelo Zappulla, Luc Merenda, Lina Polito, Rosa Fumetto
- L'ave maria (1982) di Ninì Grassia - con Nino D'Angelo, Maria Rosaria Omaggio, Elena Valentino, Lino Crispo
- L'ammiratrice (1983) di Romano Scandariato - con Nino D'Angelo, Annie Belle, Marina Morra, Carmine Iorio
- La discoteca (1983) di Mariano Laurenti - con Nino D'Angelo, Roberta Olivieri, Cinzia Bonfantini
- Un jeans e una maglietta (1983) di Mariano Laurenti - con Nino D'Angelo, Enzo Cannavale, Bombolo, Roberta Olivieri, Dino Somma
- 'O surdato 'nnammurato (1983) di Ninì Grassia - con Franco Cipriani, Elena Valentino, Annie Belle
- Zampognaro innamorato (1983) di Ciro Ippolito - con Carmelo Zappulla, Angela Luce, Giacomo Rondinella, Franco Bracardi, Lorella Cuccarini
- Laura... a 16 anni mi dicesti sì (1983) di Alfonso Brescia - con Carmelo Zappulla, Maria Romano, Benedetto Casillo, Gianni Ciardo
- Torna (1984) regia di Stelvio Massi - con Mario Merola, Agostina Belli
- Guapparia (1984) regia di Stelvio Massi - con Mario Merola, Ida Di Benedetto
- Il motorino (1984) di Ninì Grassia - con Mario Da Vinci, Sal Da Vinci, Lino Crispo, Vincenzo Falanga, Nunzio Gallo, Bianca Sollazzo
- Uno scugnizzo a New York (1984) di Mariano Laurenti - con Nino D'Angelo, Yawe Davis, Claudia Vegliante, Enzo Cerusico
- Popcorn e patatine (1985) di Mariano Laurenti - con Nino D'Angelo, Roberta Olivieri, Lucio Montanaro, Pippo Cairelli
- Fotoromanzo (1986) di Mariano Laurenti - con Nino D'Angelo, Maria Chiara Sasso, Gabriele Villa, Cinzia De Ponti

### Musicarelli fuori tempo massimo e citazionisti
- Piange... il telefono (1975) di Lucio De Caro - con Domenico Modugno, Francesca Guadagno, Marie Yvonne Danaud, Claudio Lippi
- Ciao nì! (1979) di Paolo Poeti - con Renato Zero, Renzo Rinaldi, Nerina Montagnani, Guerrino Crivello
- Figlio delle stelle (1979) di Carlo Vanzina - con Alan Sorrenti, Jennifer, Anne Marie Carell, Tommaso Polgar
- Maschio, femmina, fiore, frutto (1979) di Ruggero Miti - con Anna Oxa, Massimo Boldi, Ninetto Davoli, Jimmy il Fenomeno
- Champagne in paradiso (1983) di Aldo Grimaldi - con Al Bano, Romina Power, Francesca Romana Coluzzi, Gegia
- Ciao ma'... (1988) di Giandomenico Curi - con Vasco Rossi, Claudia Gerini, Lorenzo Flaherty, Marco Leonardi
- Tano da morire (1997) di Roberta Torre - con Ciccio Guarino, Enzo Paglino, Mimma De Rosalia, Maria Aliotta
- Jolly Blu (1998) di Stefano Salvati - con Max Pezzali, Alessia Merz, Sabrina Salerno, Kimberly Ann Greene
- Laura non c'è (1998) di Antonio Bonifacio - con Nek, Nicholas Rogers, Gigliola Aragozzini, Francesco Apolloni, Amadeus, Cloris Brosca
- Annaré (1998) di Ninì Grassia - con Gigi D'Alessio, Maria Monsè, Fabio Testi, Loredana Romito, Biagio Izzo, Amedeo Goria
- Cient'anne (1999) di Ninì Grassia - con Gigi D'Alessio, Mario Merola, George Hilton, Giorgio Mastrota
- Pazzo d'amore (1999) di Mariano Laurenti - con Luciano Caldore, Laura Chiatti, Lorenzo Flaherty, Marisa Merlini, Aldo Ralli
- T'amo e t'amerò (1999) di Ninì Grassia - con Luciano Caldore, Francesca Rettondini, Barbara Chiappini, Solange
- Vacanze sulla neve (1999) di Mariano Laurenti - con Attilio Fontana, Alessia Merz
- Aitanic (2000) di Nino D'Angelo - con Nino D'Angelo, Sabina Began, Giacomo Rizzo, Mauro Di Francesco
- Sud Side Stori (2000) di Roberta Torre - con Forstine Ehobor, Bobo Rondelli, Amaka Jinder, Kemi Toyin, Little Tony
- Grazie Padre Pio (2001) di Amedeo Gianfrotta - con Gigione, Jo Donatello, Cinzia Profitta, Antonio Allocca
- Zeta - Una storia hip-hop (2016) di Cosimo Alemà - con Izi, Irene Vetere, Jacopo Olmo Antinori

## Registi
- Mario Amendola
- Giorgio Bianchi
- Gianfranco Baldanello
- Ferdinando Baldi
- George Brown (Lina Wertmüller)
- Tullio Piacentini
- Bruno Corbucci
- Daniele D'Anza
- Ruggero Deodato
- Ettore Maria Fizzarotti
- Lucio Fulci
- Aldo Grimaldi
- Mariano Laurenti
- Cosimo Alemà

## Film e sceneggiati con apparizioni di cantanti e gruppi musicali (1959/1978)
Oltre a film incentrati interamente su cantanti e gruppi musicali, in Italia (nel periodo d'oro del nostro cinema) grande schermo e artisti musicali hanno percorso strade spesso comuni. Da un recente e corposo lavoro di ricerca realizzato dalla Beat boutique 67, pubblicato nella rivista musicale "BEATi voi!" n.5 e nei numeri successivi (n.6 / n.7 / n.8 / n.10), sono risultati nel periodo 1959/1978 oltre 650 film e sceneggiati televisivi della Rai in cui appaiono nel ruolo di attori (o come comparse atte a esibirsi in scene girate in night club e locali da ballo) cantanti e complessi musicali italiani del periodo (pop, rock & roll, beat e progressive). La ricerca ha così portato alla luce pellicole - a parte il centinaio di Musicarelli "ufficiali" riportati già nella tabella di sopra - che escono dal classico genere "musicarello" (film sperimentali, documentari, film d'autore, gialli e thriller, cinema di genere e commedia all'italiana) ormai dimenticate da decenni; sicuramente in molti casi una rara opportunità di vedere in video cantanti e complessi attivi in quel decennio.